# Schloss Waxenberg

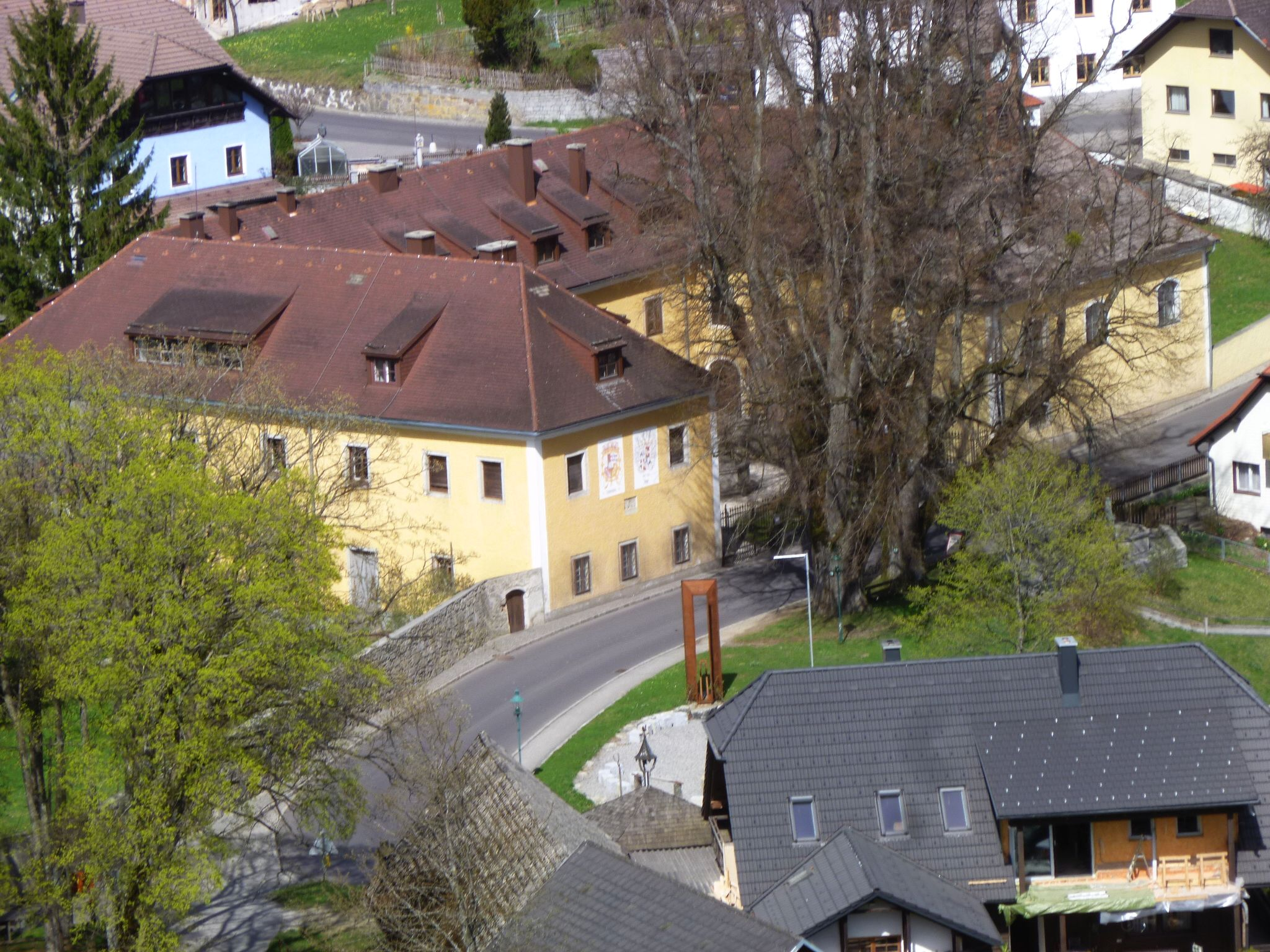
Altes Schloss Waxenberg

Das Schloss Waxenberg liegt im Ortszentrum von Waxenberg in der Gemeinde Oberneukirchen im oberösterreichischen Mühlviertel. Das Schloss wurde im 17. Jahrhundert unterhalb der Burg Waxenberg errichtet und diente zwischen 1756 und 1848 als Sitz der Herrschaft Waxenberg. 1910 wurde das Schloss erweitert und wird heute für Veranstaltungen verwendet. Es ist im Besitz der Familie Starhemberg.

## Geschichte

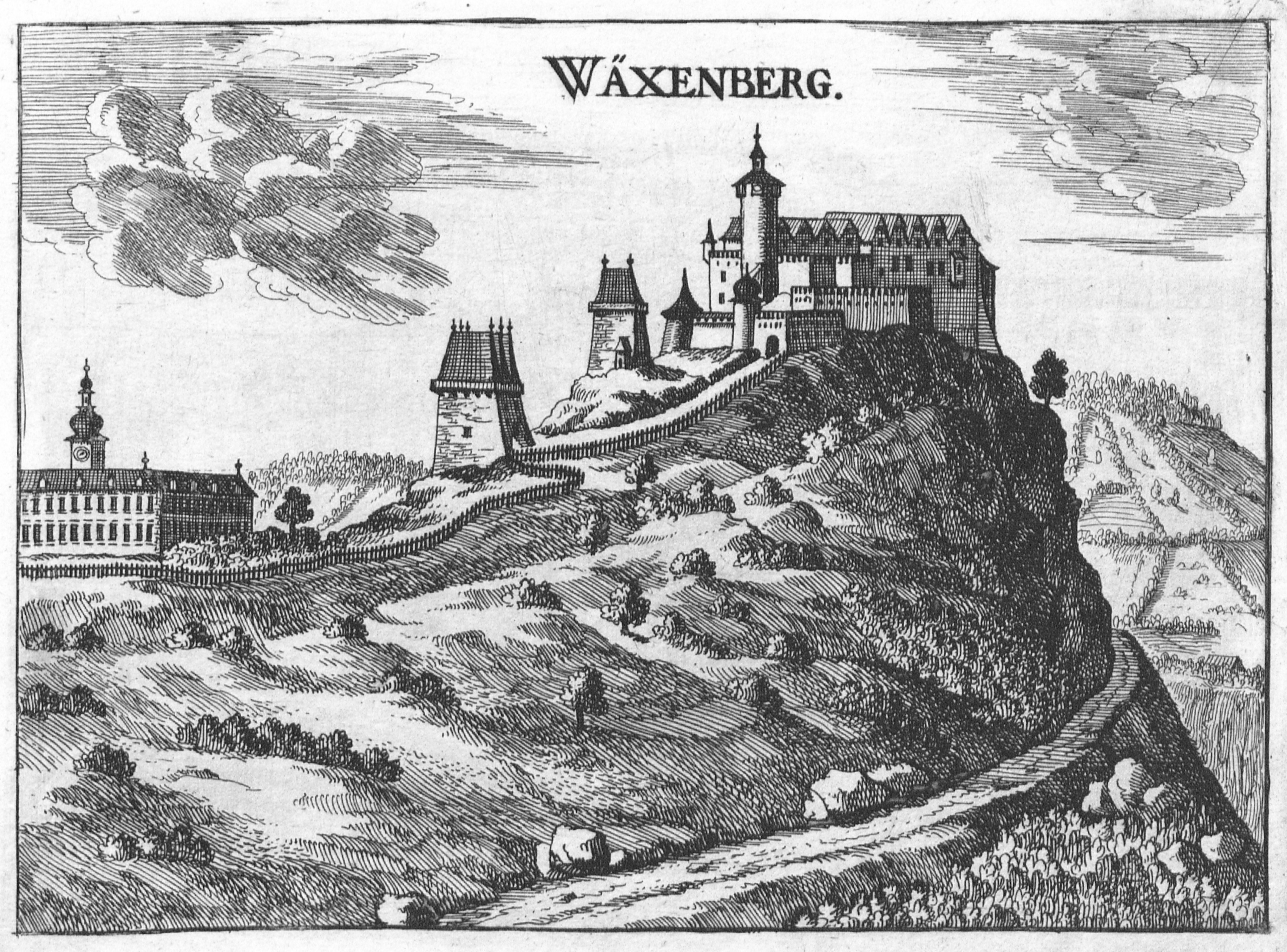
Das Schloss unterhalb der Burg, Kupferstich von Georg Matthäus Vischer um 1674

Das Schloss wurde vermutlich im 17. Jahrhundert von den Herren von Gera errichtet. Ihnen gehörte auch die Burg Waxenberg, und sie errichteten das Schloss rund 200 Meter entfernt, unterhalb der Burg. Als die Burg 1756 nach einem Blitzschlag zerstört wurde, übersiedelte die Familie Starhemberg, der Waxenberg seit 1640 gehörte, in das Schloss und baute es aus. Die Schlosskapelle dient seit 1784 als Pfarrkirche Waxenberg. Sie ist das letzte Privatpatronat der Familie Starhemberg. Zwischen 1908 und 1910 erfolgte ein weiterer Ausbau des Schlosses, das neue Schloss wurde nördlich des Alten errichtet.
In der Zwischenkriegszeit (1918–1938) nutzte Fürst Ernst Rüdiger Starhemberg das Schloss als Stützpunkt für die Heimwehr, deren Leiter er war.
Am 22. Mai 1936 kam es zu einem Nationalsozialistischen Anschlag auf Schloss Waxenberg mit einem Toten und zwei Schwerverletzten.  Der Anschlag wurde von lokalen Nationalsozialisten geplant und ausgeführt. In den Überfall waren 90 Personen verwickelt. Schlimmere Folgen konnten durch die Anwesenheit der staatlichen Polizei verhindert werden; diese war vorgewarnt worden. Ob die Angreifer nur auf der Suche nach Waffen waren, oder auch geplant hatten, Fürst Starhemberg zu entführen, ist unklar. Dieser Vorfall beweist, dass eine unüberbrückbare Kluft zwischen Heimwehr und den Sozialdemokraten bestanden hat.
1938 wurde das Schloss von den Nationalsozialisten enteignet und der Volksfürsorge zur Verfügung gestellt. Nach dem Zweiten Weltkrieg wurde es den Starhembergern zurückgegeben. Zwischen 1948 und 1968 wurde das Gebäude vom Verband der Kriegsblinden genutzt, danach öfters renoviert und wird heute für Veranstaltungen genutzt.

## Beschreibung
Das Schloss besteht aus dem Alten und dem Neuen Schloss. Das ältere Schloss ist ein zweigeschoßiges, hufeisenförmiges Gebäude, das nach Süden hin offen ist. Es wurde im 17. Jahrhundert errichtet. Im Innenhof steht ein achteckiger Brunnen, der aus dem 17. Jahrhundert stammt. Die Südseite des Westtrakts ist mit Wappenbildern der Familie Starhemberg, Jörger, Gera und Turzo von Bethlen-Falva geschmückt. Die im Inneren reich ausgestattete Schlosskapelle ist dem Heiligen Josef geweiht und liegt an der Südostecke des Schlosses. Der Großteil der Ausstattung stammt aus dem späten 19. Jahrhundert, der Hochaltar von Ferdinand Stuflesser von 1892. An der Außenwand ist das Familienwappen der Starhemberger und der Jörger angebracht. Zurzeit ist im Schloss die Wassergenossenschaft Waxenberg beheimatet.
Das neue Schloss ist ebenfalls ein hufeisenförmiges Gebäude, das gegen Osten offen ist. Das zwei- bis dreigeschoßige Gebäude liegt nördlich des alten Schlosses und wurde um 1910 errichtet. Der Rittersaal im obersten Geschoß besitzt eine geschnitzte Balkendecke aus der Mitte des 16. Jahrhunderts, die vom Schloss Eschelberg stammt.

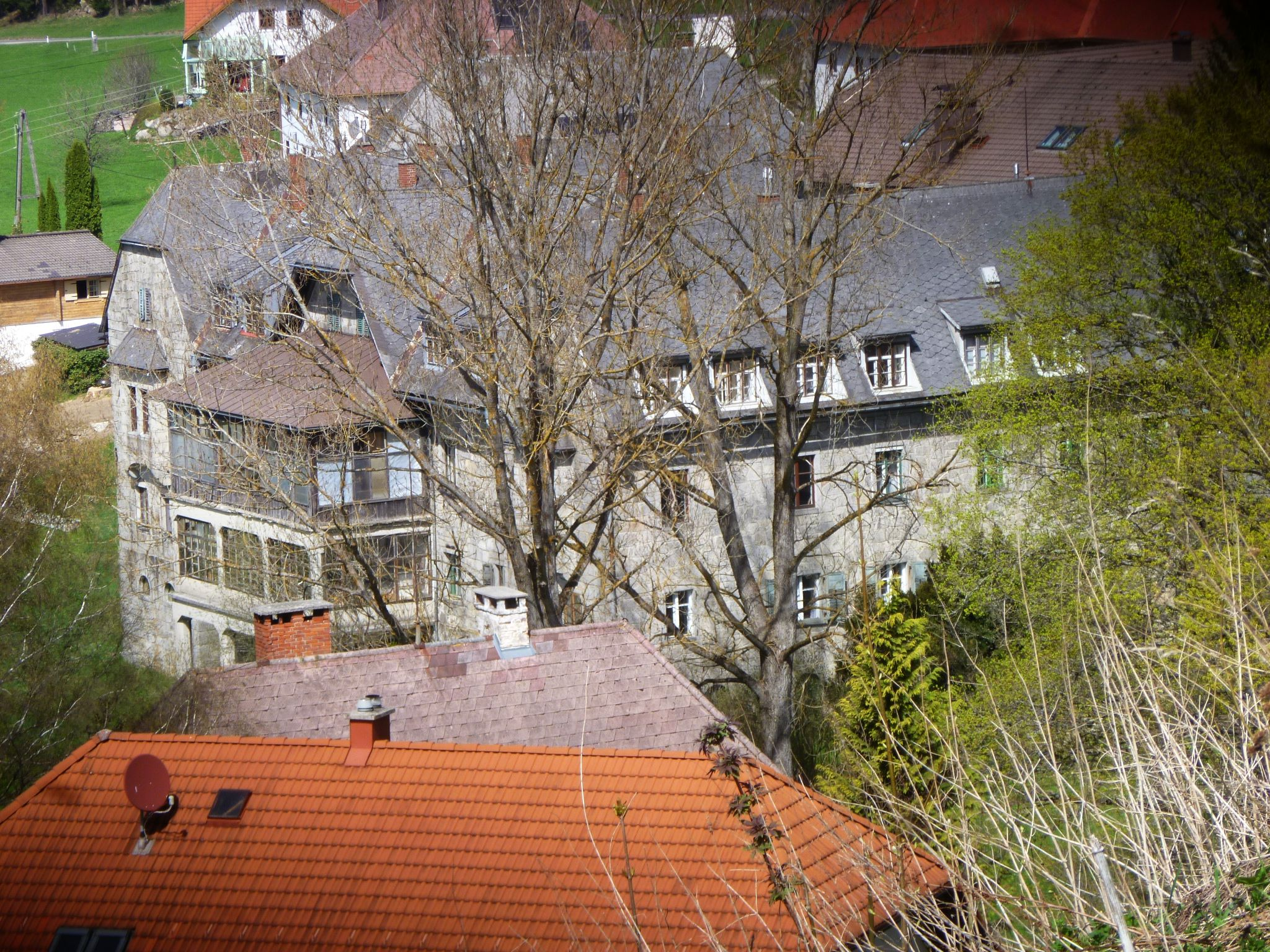
Neues Schloss Waxenberg
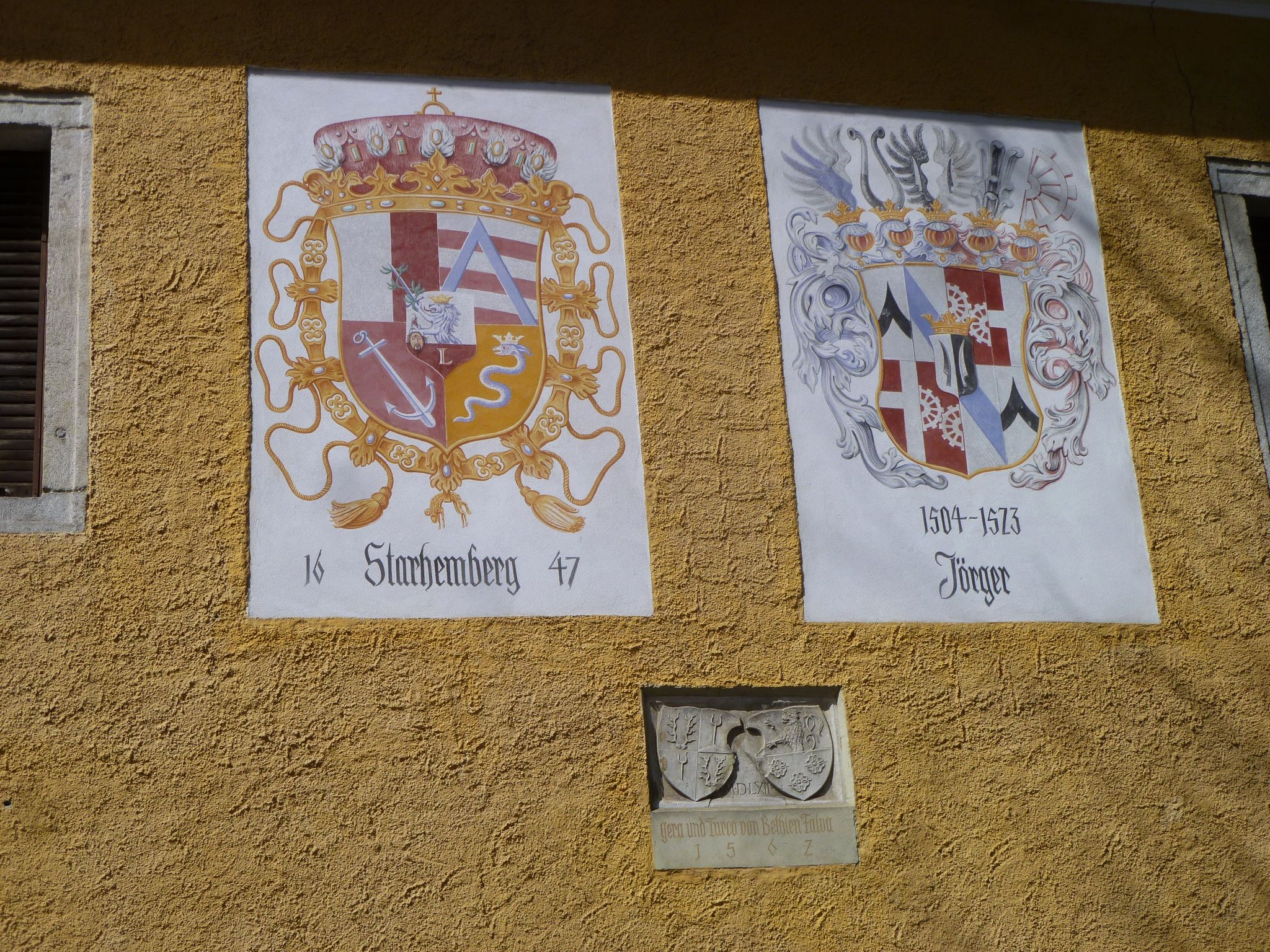
Wappen der Starhemberger und der Jörger
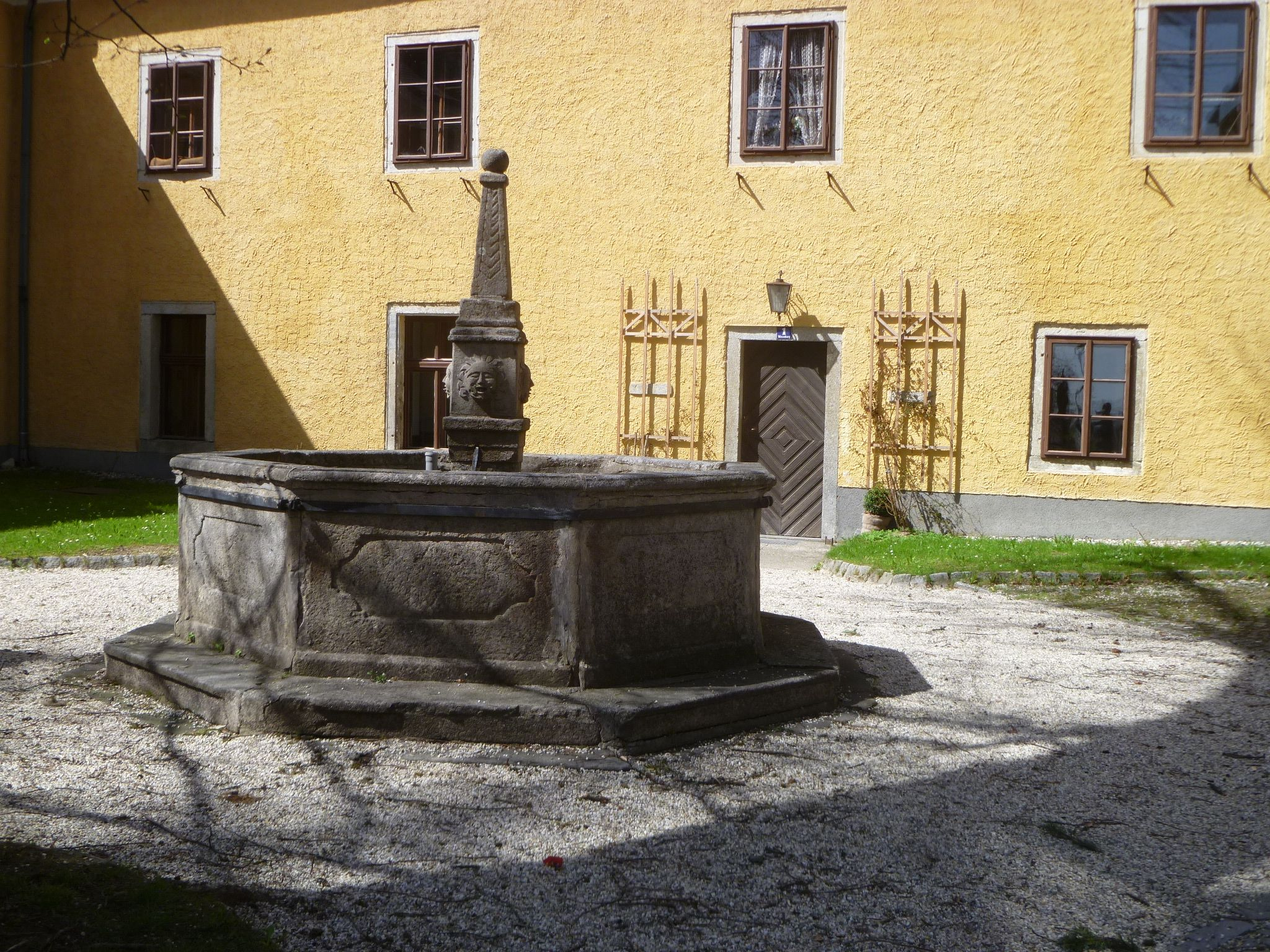
Brunnen im Innenhof
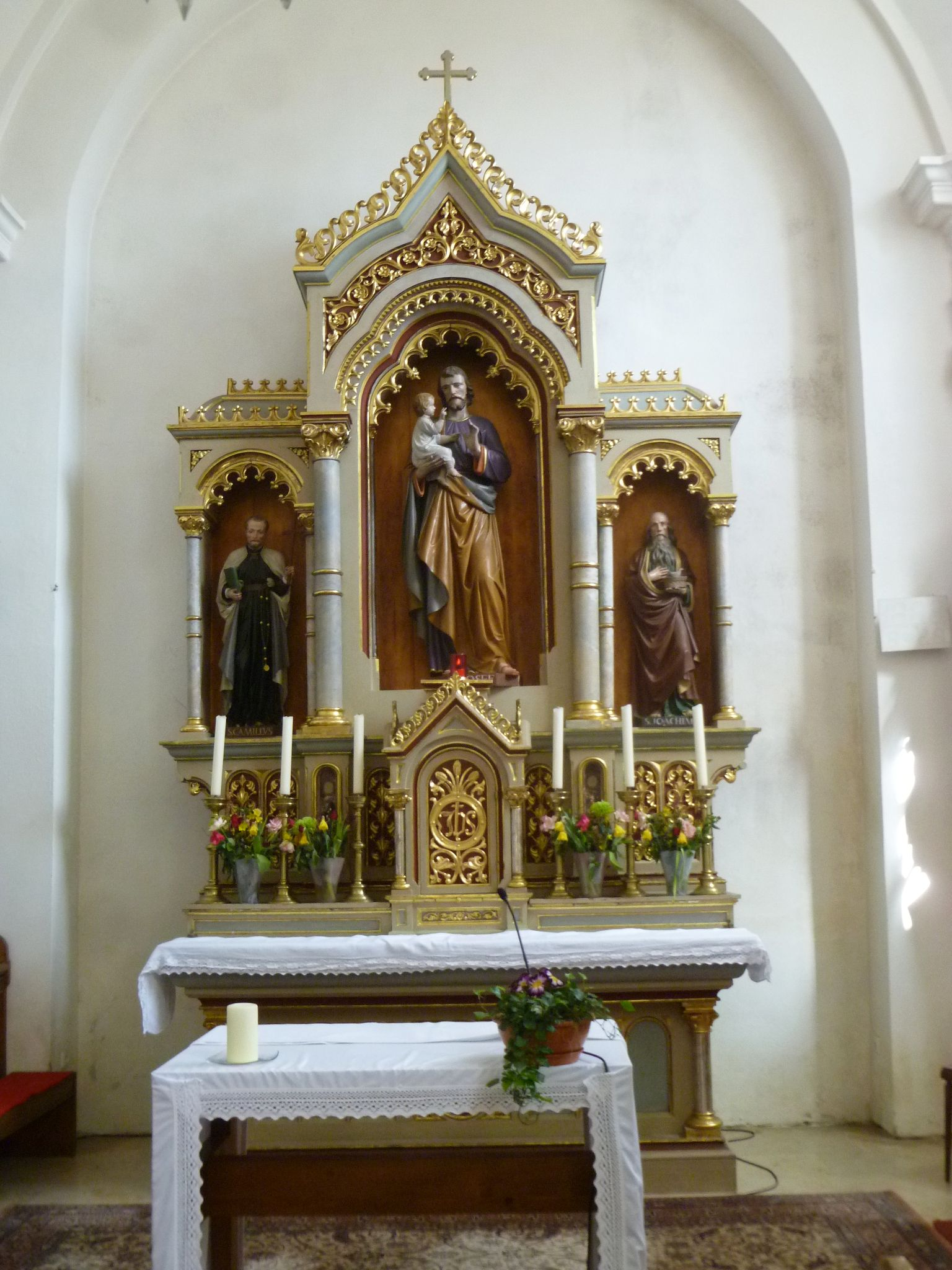
Altar in der Schlosskapelle